# Cepora
Cepora es un género  de mariposas de la familia Pieridae. El género contiene unas 20 especies. Se encuentran en Indomalasia y Australasia.

## Especies
- Cepora abnormis (Wallace, 1867)
- Cepora bathseba (Snellen, 1902)
- Cepora boisduvaliana (Felder, C & R Felder, 1862)
- Cepora celebensis (Rothschild, 1892)
- Cepora eperia (Boisduval, 1836)
- Cepora eurygonia (Hopffer, 1874)
- Cepora fora (Fruhstorfer, 1897)
- Cepora himiko Hanafusa, 1994
- Cepora iudith (Fabricius, 1787)
- Cepora julia (Doherty, 1891)
- Cepora kotakii Hanafusa, 1989
- Cepora laeta (Hewitson, 1862)
- Cepora licaea (Fabricius, 1787)
- Cepora nadina (Lucas, 1852)
- Cepora nerissa (Fabricius, 1775)
- Cepora pactolicus (Butler, 1865)
- Cepora perimale (Donovan, 1805)
- Cepora temena (Hewitson, 1861)
- Cepora timnatha (Hewitson, 1862)
- Cepora wui Chou, Zhang & Wang, 2001